# Nakamura Ataru
Nakamura Ataru (中村 中; Hepburn: Ataru Nakamura; Tokió, Japán, 1985. június 28. –) transzszexuális énekesnő, zeneszerző és modell.

## Korai évek
Tokióban született 1985. június 28-án. Nakamura fiatal kora óta zenét tanult. Autodidakta módon tanult zongorázni, gitározni, és dobolni. Tizenhárom évesen írta meg első dalait. Tizennégy évesen kiadott egy kislemezt Sócsikubai címmel.

## Avex Trax korszak
2006-ban szerződést kötött a népszerű Avex Trax lemezcéggel. Az első jelentős sikerét a Jogoreta sitagi (magyarul: Koszos fehérnemű) dallal érte el, amit születésnapján adtak ki. A dal exbarátjáról írta, aki megcsalta őt.
Második, és egyik legsikeresebb dala a Tomodacsi no uta (magyarul: Baráti dal) hatalmas figyelmet kapott, felkerült az Oricon listára is, ahol az első héten a 150. helyet szerezte meg. Ekkor meghívták egy rádiós műsorba, ahol bevallotta, hogy transzszexuális, és már átesett a nem-átalakító műtéten. Ezzel akkora figyelmet vívott ki magának, hogy a dal a 150. helyről másnap a 9. helyen végzett. Nakamura később elmondta, hogy ezt a dalt írta meg életében először.
2007-ben kiadták első nagylemezét a Ten made todoké-t (magyarul: Elérem a mennyországot).  A Kakeasi no Ikizama című dala a Reideen című anime főcímdala lett.

## 2007– napjainkig
Nakamura ötödik kislemeze a Ringo uri (magyarul: Alma eladó) hatalmas sikereket ért el, az Oricon lista 30. helyén végzett. A második nagylemez, a Vatasi vo daite kudaszai viszont mérsékelt sikert aratott.
A Vatasi vo daite kudaszait a Asita va haremaszu jo ni követte, majd a Sónen Sódzso (magyarul: Fiú lány) lemez, amely inkább a rockosabb vonalat képviselte. Erről leginkább az Iede sódzso (magyarul: Szökevény lány) emlékezetes. 

## Diszkográfia

### Nagylemezek
- Ten made todoke ( 天までとどけ Elérem a mennyországot) (2007) – Oricon lista legjobb helyezés – #29
- Vatasi o daite kudaszai (私を抱いて下さい Ölelj át ? ) (2007) – Oricon lista legjobb helyezés – # 38
- Asita va haremaszu jó ni (あしたは晴れますように A holnap tisztább) (2009) – Oricon lista legjobb helyezés: # 59
- Sónen Sódzso ( 少年少女に Fiú-lány ) (2010) – Oricon lista legjobb helyezés – # 65[2]
- Kikoeru ( 聞こえる Hallj ) (2012) – Oricon lista legjobb helyezés – # 76[3]

### Kislemezek
- Jogoreta sitagi ( 汚れた下着 Piszkos fehérnemű) (2006) – Oricon lista legjobb helyezés – # 155
- Tomodacsi no uta ( 友達の詩 Baráti dal) (2006) – Oricon lista legjobb helyezés – #9
- Vatasi no naka no ii onna ( 私の中の「いい女」 A jó nő bennem van) (2006) –  Oricon lista legjobb helyezés – # 39
- Kaze ni naru ( 風になる Széllé válik) (2007) –  Oricon lista legjobb helyezés – # 103
- Ringo uri ( リンゴ売り Alma eladó) (2007) –  Oricon lista legjobb helyezés – #30
- Hadaka denkjú ( 裸電球 Meztelen villanykörte) (2007) –  Oricon lista legjobb helyezés – # 87
- Kaze tacsinu ( 風立ちぬ A szél helye) (2008) –  Oricon lista legjobb helyezés – #27
- Kotonakare sugi ( 事勿れ主義 Béke bármi áron) (2008) –  Oricon lista legjobb helyezés – # 65
- Iede sódzso ( 家出少女 Szökevény lány) (2010) –  Oricon lista legjobb helyezés – # 90[2]
- Zutto kimi vo miteiru ( ずっと君を見ている Sok mindent láttál) (2012) – Nakamura első internetről is letölthető kislemeze. A kislemezen hallható dalt nem tartalmazza a 2012-es nagylemez
- Jami no mannaka (やみの真ん中 A sötétség közepén ) (2012) – Nakamura első olyan dala, amelyet csak videóklip formájában adott ki.

### Válogatáslemezek
- Vakage no itari (若気の至り) (2011)[4]